# Minamoto no Shitagō
Minamoto no Shitagō (源 順) (911–983) est un poète de waka, savant et membre de la noblesse japonaise du milieu de l'époque de Heian . Il est le compilateur original du Wamyō ruijushō, le premier dictionnaire japonais organisé en rubriques sémantiques. Il a été inclus dans la liste des trente-six grands poètes pour la qualité de ses créations poétiques. En plus du Wamyō Ruijushō, son œuvre comprend une collection de poésie connue sous le nom Minamoto no Shitagōshū (源順集). Certains savants avancent qu'il est l'auteur du Taketori Monogatari.

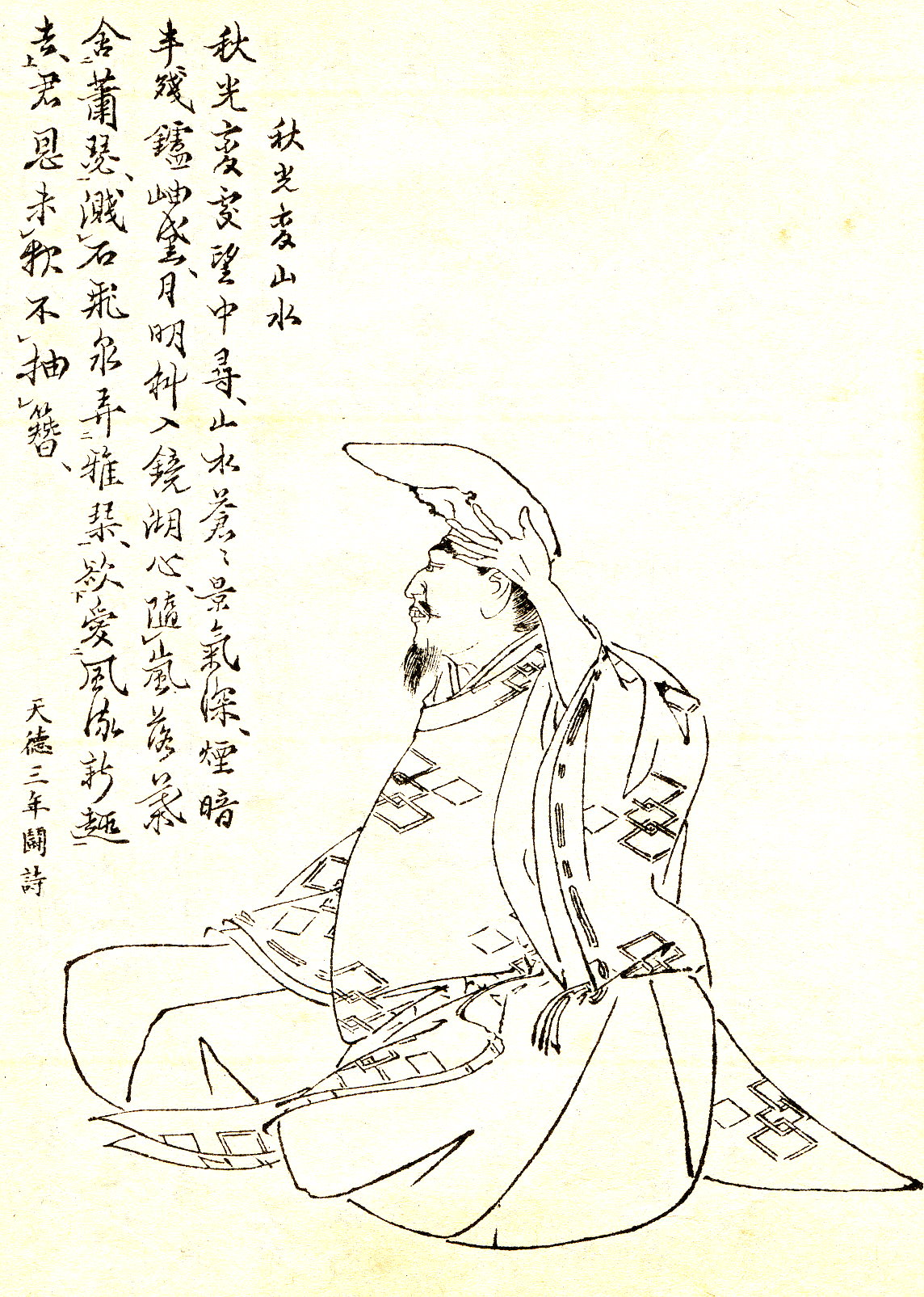
Minamoto no Shitagō par Kikuchi Yōsai

En tant que membre du Nashitsubo no gonin (梨壺の五人), il participe à la compilation du Gosen Wakashū. Il réunit également des lectures kundoku (訓読) de textes issus du Man'yōshū.

## Source de la traduction
- (en) Cet article est partiellement ou en totalité issu de l’article de Wikipédia en anglais intitulé « Minamoto no Shitagō » (voir la liste des auteurs).